# 徳川宗直
徳川 宗直（とくがわ むねなお）は、江戸時代中期の大名。伊予国西条藩の第2代藩主、のち紀伊国紀州藩の第6代藩主。官位は従二位・権大納言。西条藩主時代は松平 頼致（まつだいら よりよし）を名乗る。江戸幕府8代将軍・徳川吉宗の父方の従兄に当たる。

## 生涯
西条藩初代藩主・松平頼純の五男（次男、四男との記述も）として誕生した。母は太田氏（観樹院）。幼名は甚太郎。
宝永3年（1706年）8月28日、兄で正室の子であった松平頼雄が突然廃嫡され、代わって頼純の当時の愛妾の子であった頼致（のちの宗直）が頼純の世子となった。宝永6年（1709年）7月5日、江戸の西条藩邸にて、廃嫡された頼雄の復権を強諌した家老の渥美勝之を頼純自ら手討にしたが、老齢のため止めがさせなかった時、怯む家臣に代わって頼致が止めを刺した。正徳元年（1711年）11月、頼純の跡を継いで西条藩主となった。
正徳6年（1716年）に従弟にあたる紀州藩主徳川吉宗が将軍家を相続したため紀州徳川家を継ぐこととなり徳川宗直と名乗る。西条藩の方は弟の頼渡が継いだ。藩財政再建のため、藩札発行や銅銭鋳造などに尽力したが、あまり効果はなかった。
宝暦7年（1757年）7月2日、江戸中屋敷にて死去した。享年76（満74歳）。跡を長男の宗将が継いだ。
紀州藩主としての治世は41年2か月であり、この間の江戸参府17回、紀州帰国17回、紀州在国の通算は14年4か月であった。

## 官歴
※日付＝旧暦 墓所：和歌山県海南市の慶徳山長保寺
- 1682年（天和2年）7月25日 - 誕生。江田の苗字を称し、太郎助と名乗る。後、甚太郎と改名。
- 1692年（元禄5年）12月3日 - 松平の苗字を称し、儀大夫頼致と名乗る。
- 1706年（宝永3年）
  - 10月11日 - 西条藩主の世子となる。
  - 12月19日 - 従四位下侍従兼玄蕃頭に叙任。
- 1711年（正徳元年）
  - 11月 - 家督相続し、藩主となる。
  - 12月1日 - 玄蕃頭から左京大夫に転任。侍従如元。
- 1712年（正徳2年）12月15日 - 左近衛権少将に転任。左京大夫如元。
- 1716年（正徳6年）4月30日 - 紀州藩主となり、徳川の苗字を許される。
- 1716年（享保元年）
  - 7月5日 - 従三位に昇叙し、左近衛権中将に転任。征夷大将軍宣下（同年8月13日）待ちの徳川吉宗の偏諱を授かり、宗直と名乗る。
  - 12月18日 - 参議に補任。
- 1717年（享保2年）12月1日 - 権中納言に転任。
- 1741年（寛保元年）8月7日 - 従二位に昇叙し、権大納言に転任。
- 1757年（宝暦7年）7月2日 - 薨去。享年76（満74歳没）。法名は大慧院殿二品前亜相普観徹性台大居士。

## 系譜
紀州藩主でありながら御簾中（正室）を生涯持たなかった。側室は11人確認されている。結果、6男10女という子女に恵まれ、次代藩主の宗将の他に次男の治貞ものち9代藩主として紀州藩主になっている。娘たちもそれぞれ、格の高い家に嫁いでいる。
- 正室：なし
- 側室：妙相院 - 下条氏（不詳-1720年）
  - 長女：朝姫（1716年 - 1722年）
  - 三女：常姫（1720年 - 1735年）
- 側室：智境院 - 斎藤氏（不詳-1775年）
  - 次女：雲松院（1717年 - 1746年） - 利根姫、温子、峯姫、綱子。第八代将軍徳川吉宗養女として陸奥国仙台藩主伊達宗村正室
  - 四女：友姫（1720年 - 1780年） - 喜姫。静証院。肥後国熊本藩主細川宗孝正室
- 側室：永隆院 - 服部氏（1702-1781）
  - 長男：徳川宗将（1720年 - 1765年） - 子の重倫は30歳で隠居（強制隠居）となり、宗将の次弟の松平頼淳（徳川治貞）が跡を継いだ。[3]
- 側室：善修院 - 外山氏（1698-1774）
  - 次男：松平頼淳（徳川治貞）（1728年 - 1789年） - 伊予国西条藩主で従兄弟の松平頼邑の養子として藩相続。のち甥の徳川重倫の養子として紀州藩主相続。
  - 五男：富千代（1733年 - 1734年）
  - 六女：遠紹院（1736年 - 1781年） - 賢姫、忠姫。加賀藩主前田重靖婚約者。重靖の没後、常陸国府中藩主松平頼済継室
- 側室：孝晴院 - 山本氏（不詳-1726年）
  - 五女：桂香院（1726年 - 1800年） - 久姫。因幡国鳥取藩主池田宗泰正室
- 側室：涼心院 - 神谷氏（不詳-1769年）
  - 三男：松平頼央（1729年 - 1757年） - 孝順院。正室は伊予国西条藩主松平頼渡[4]の娘の嘉與姫（深入院）。
- 側室：得生院 - 入江氏（不詳-1770年）
  - 四男：松平信有（1731年 - 1793年） - 上野国吉井藩主松平信友の養嗣子として相続。
- 側室：森山氏
  - 七女：圭姫（1738年 - 1740年）
- 側室：心静院 - 久能氏。心敬院。
  - 八女：達姫（1739年 - 1759年） - 悦姫、龐岳院。陸奥国二本松藩主丹羽高庸正室
  - 十女：薫姫（1744年 - 1785年） - 永昌院。讃岐国高松藩主松平頼真正室
- 側室：慈応院 - 落合氏（不詳-1767年）
  - 九女：寿子（1743年 - 1789年） - 相姫、戴姫、霊光院。伏見宮邦忠親王婚約者。のち京極宮公仁親王妃
- 側室：即證院 - 村井氏（不詳-1773年）
  - 六男：内藤貞幹（1746年 - 1778年） - 陸奥国湯長谷藩主内藤政業の養嗣子

## 演じた俳優
- 森次晃嗣（『暴れん坊将軍』・『暴れん坊将軍II』、1978年・1985年）
- 小林芳宏（『暴れん坊将軍III』、1988年）
- 伊庭剛（『暴れん坊将軍IV』・『暴れん坊将軍IX』、1991年・1998年）
- 三ツ木清隆（『暴れん坊将軍VI』、1994年）
- 柄本明（NHK大河ドラマ『八代将軍吉宗』、1995年）
- 加門良（『暴れん坊将軍XII』、2002年）

※吉宗の従兄にあたるため、テレビ時代劇の『暴れん坊将軍』ではたびたび登場する。